# Palapa A1
O Palapa A1 foi um satélite de comunicação geoestacionário indonésio da série Palapa construído pela Hughes, ele era operado pela Perumtel. O satélite foi baseado na plataforma HS-333D e sua expectativa de vida útil era de 7 anos. O mesmo saiu de serviço em junho de 1985.

## Lançamento
O satélite foi lançado com sucesso ao espaço no dia 8 de julho de 1976, por meio de um veículo Delta 2914, a partir da Estação da Força Aérea de Cabo Canaveral, na Flórida, EUA. Ele tinha uma massa de lançamento de 574 kg.

## Capacidade e cobertura
O Palapa A1 era equipado com 12 transponders em banda C para fornecer serviços de comunicações a Indonésia.